# Big Mama
Big Mama (Pseudonym, auch Bigu; bürgerlicher Name Besiana Kasami; * 1986 in Tetovo) ist eine nordmazedonische Sängerin. Sie gehört der albanischen Minderheit Nordmazedoniens an. Ihre Musik bezeichnet sie selbst als Hip-Hop-R&B à la Big Mama – sie enthält Züge des Hip-Hops und R&Bs sowie alternative Musikstile, die sie selbst auswählt. Ihre Songtexte schreibt sie nicht immer im Standard-Albanischen, sondern manchmal auch im gegischen Dialekt von Tetovo. Wegen ihres Aussehens und ihres maskulinen Verhaltens ist sie eine der provokativsten und bekanntesten Sängerinnen im albanischen Sprachraum.

## Leben
Besiana Kasami wurde als siebtes und letztes Kind einer albanischsprachigen Familie in Tetovo (Jugoslawien, heute Nordmazedonien) geboren. Musik spielte für sie schon immer eine wichtige Rolle. In der Kindheit spielte sie, als wäre sie eine Sängerin und Showmasterin. Ihr Vater ist ein Leiter eines Gesundheitszentrums und unterstützt seine Tochter bei ihrer Karriere.
Kasami studierte Wirtschaftspolitik an der Universität Priština und nahm 2005 als Big Mama beim Top Fest in Tirana teil, wo sie die Auszeichnung Best Female erhielt. Beim Wettbewerb trat sie mit dem Song Kot e Kot an.

## Diskografie

### Singles (Auswahl)
- 2005: Shokut Tim
- 2007: Dhëndërr
- 2007: Video Seksi
- 2008: Ndaç Me Pare Ndaç Pa Pare
- 2010: Çka Po Ta Nin
- 2012: Magjishem

## Filmografie
- Mama's Big Show bei ALSAT-M